# Vejti
Vejti je vas na Madžarskem, ki upravno spada pod podregijo Sellyei Županije Baranja.